# We R Who We R
We R Who We R ist ein Lied der US-amerikanischen Musikerin Kesha, aus ihrer ersten Extended Play (EP), Cannibal. Der Song wurde am 22. Oktober 2010 veröffentlicht. Er wurde von Kesha, zusammen mit Jacob Kasher Hindlin, Dr. Luke, Benny Blanco und Ammo, geschrieben. Die Produktion übernahmen Dr. Luke, Benny Blanco und Ammo.

## Komposition
Das Lied ist ein Dance-Pop Song, das Elemente des Electropop und Pop-Trance beinhaltet.

## Musikvideo

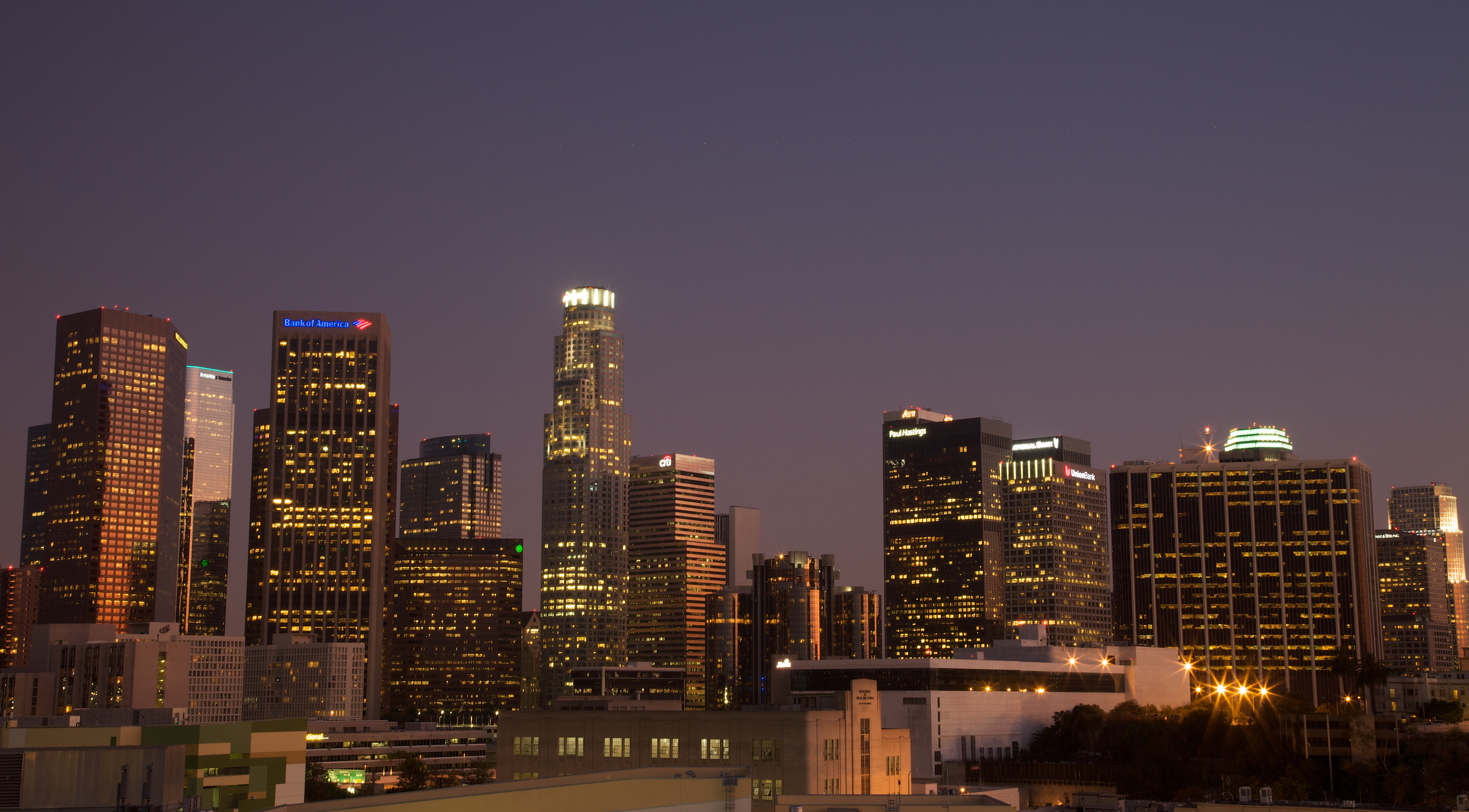
In Downtown Los Angeles wurde das Musikvideo innerhalb von 2 Tagen gedreht.

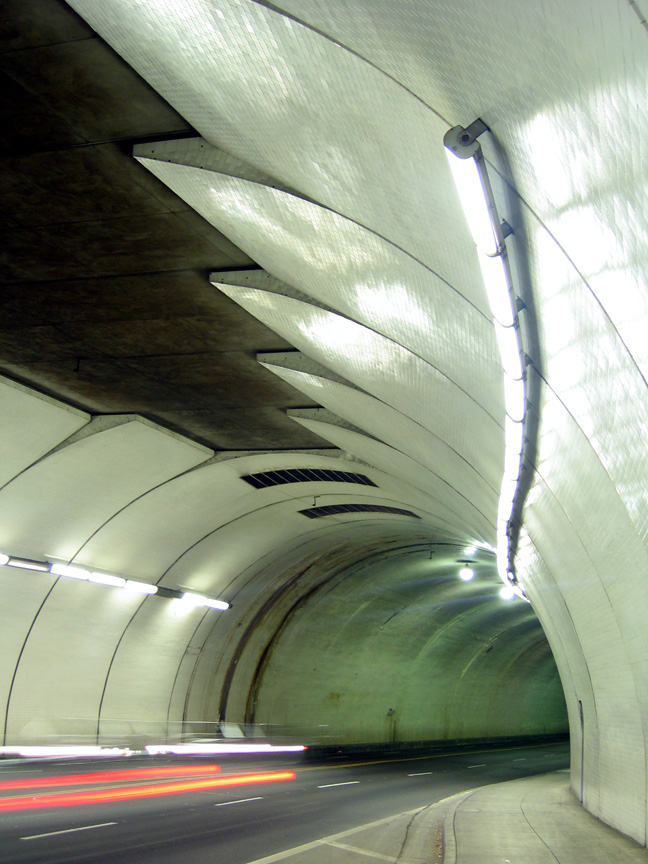
Der 2nd Street Tunnel im Musikvideo zu We R Who We R

Die Regie zum Musikvideo führte Hype Williams. Das Musikvideo wurde innerhalb von zwei Tagen in Downtown Los Angeles gedreht. Kesha erklärte, die Idee hinter dem Musikvideo und die Erfahrung des Videodrehs während eines Interviews mit MTV News. Sie sagte, dass sich das Musikvideo von ihren bisherigen unterscheide und sie mit diesem Musikvideo eine sexyere Seite von sich selbst zeigen wolle.
Das Musikvideo zu We R Who We R zeigt eine „Underground-Party“. Das Video beginnt mit futuristischen Lichtern. Kesha hat ihre Haare zu einem Pferdeschwanz gebunden, sie trägt schwarzes und graues Make-Up, Ketten, zerrissene Strümpfe und ein glitzerndes Shirt. Sie läuft mit einer Gruppe von Personen durch den 2nd Street Tunnel. Einzelne Szenen zeigen Kesha auch mit kräftigen Augen Make-Up und Glitzersteinen, welche an ihren Augenbrauen befestigt wurden. Mitten im Musikvideo sieht man, wie mehrere Autos zu einem Ort fahren, wo die Party weiterläuft. Kesha wechselt ihr Outfit und trägt jetzt ein Shirt, auf welchem die Flagge der Vereinigten Staaten abgebildet ist, sowie pinkfarbene Hot Pants. Zum Ende des Musikvideos sieht man Kesha auf dem Dach eines Gebäudes; die Musik stoppt und Kesha lässt sich nach hinten vom Dach fallen. Sie wird von ihren Partymitgliedern aufgefangen und die Musik spielt weiter. In den letzten Szenen führt Kesha mit ihren Partymitgliedern zusammen erotische Tänze vor. In der letzten Szene lächelt Kesha in die Kamera und das Musikvideo endet.
Jocelyn Vena von MTV News fiel auf, dass sich das Musikvideo von Keshas vorherigen unterscheide und schrieb, dass dieses Musikvideo eine „dunklere und erotischere“ Seite von Kesha zeige.

## Kommerzieller Erfolg
In den Vereinigten Staaten debütierte We R Who We R mit über 280.000 verkauften Einheiten direkt auf Platz 1 der amerikanischen Billboard Hot 100. Das Lied wurde erst das 17. Lied überhaupt, welches direkt auf Platz 1 der offiziellen amerikanischen Charts einstieg. In Keshas Karriere wurde das Lied ihr zweiter Nummer-eins-Hit in den USA nach Tik Tok und ihr erstes Nummer-1-Debüt, ebenso wurde das Lied auch Keshas fünfter Top-Ten-Hit nacheinander in den USA. In der folgenden Woche fiel das Lied von Platz 1 auf die 5 und verkaufte sich weitere 220.000 Mal. Nachdem das Lied die ersten fünf Wochen in den Charts geblieben war, verkaufte es sich bereits über eine Million Mal, damit übertraf We R Who We R die Millionen-Marke am schnellsten, seit dies Love the Way You Lie von Rihanna und Eminem gelang. In der neunten Woche verkaufte sich das Lied 319.000 Mal, in der folgenden Woche verkaufte es sich 411.000 Mal, dadurch wurden bereits 2.000.000 Einheiten des Liedes in den Vereinigten Staaten verkauft. Das Lied ist eines von insgesamt zehn Lieder, dass sich in mehreren Wochen jeweils öfter als 300.000 Mal in den USA verkaufen konnte. Bis zum Januar 2012 verkaufte sich das Lied in den Vereinigten Staaten über 3.640.000 Mal. Das Lied ist auch Keshas fünftes Lied, welches sich öfter als zwei Millionen Mal in den USA verkaufen konnte.
In den Canadian Hot 100 debütierte das Lied auf Platz 2. Im Vereinigten Königreich stieg We R Who We R am 8. Januar 2011 auf Platz 95 in den britischen Charts ein, in der nachfolgenden Woche fiel es aus den Charts. Nach der Veröffentlichung der Single am 23. Januar 2011 im Vereinigten Königreich verkaufte sich das Lied dort über 90.000 Mal und stieg somit direkt wieder auf Platz 1 in den britischen Charts ein, damit ist We R Who We R Keshas erster Nummer-eins-Hit im Vereinigten Königreich.

### Chartplatzierungen
| ChartsChartplatzierungen       | Höchstplatzierung | Wochen |
| ------------------------------ | ----------------- | ------ |
| Deutschland (GfK)              | 23 (11 Wo.)       | 11     |
| Österreich (Ö3)                | 15 (13 Wo.)       | 13     |
| Schweiz (IFPI)                 | 17 (13 Wo.)       | 13     |
| Vereinigte Staaten (Billboard) | 1 (20 Wo.)        | 20     |
| Vereinigtes Königreich (OCC)   | 1 (19 Wo.)        | 19     |

| ChartsJahrescharts (2011)      | Platzierung |
| ------------------------------ | ----------- |
| Vereinigte Staaten (Billboard) | 30          |
| Vereinigtes Königreich (OCC)   | 57          |

### Auszeichnungen für Musikverkäufe
| Land/Region                  | Auszeichnungen für Musikverkäufe (Land/Region, Auszeichnung, Verkäufe) | Verkäufe  |
| ---------------------------- | ---------------------------------------------------------------------- | --------- |
| Australien (ARIA)            | 5× Platin                                                              | 350.000   |
| Deutschland (BVMI)           | Gold                                                                   | 150.000   |
| Italien (FIMI)               | Gold                                                                   | 15.000    |
| Mexiko (AMPROFON)            | Gold                                                                   | 30.000    |
| Neuseeland (RMNZ)            | Platin                                                                 | 15.000    |
| Schweden (IFPI)              | Platin                                                                 | 40.000    |
| Südkorea (KMCA)              | —                                                                      | 269.601   |
| Vereinigte Staaten (RIAA)    | 6× Platin                                                              | 6.000.000 |
| Vereinigtes Königreich (BPI) | Platin                                                                 | 600.000   |
| Insgesamt                    | 3× Gold · 14× Platin ·                                                 | 7.469.601 |

Hauptartikel: Kesha/Auszeichnungen für Musikverkäufe